# 영국의 공위시대
영국의 공위시대(영어: British Interregnum)는 1649년 1월(스코틀랜드에서는 1651년 9월부터)에 찰스 1세의 처형과 함께 시작되어 1660년 5월에 그의 아들인 찰스 2세가 삼왕국의 왕위에 복귀할 때까지 지속되었다. 찰스 2세는 1649년부터 스코틀랜드에서는 이미 왕으로 인정받고 있었다. 이 기간 동안 영국의 정치 체제는 군주정에서 공화정(잉글랜드 연방)으로 대체되었다.

## 같이 보기
- 잉글랜드 연방 (잉글랜드 공화국)
- 호국경 정치
- 공위시대 (잉글랜드)
- 공위시대 (스코틀랜드)
- 공위시대 (아일랜드)
- 공위시대 (동음이의)